# Georgianna Robertson
Georgianna Robertson (23 de marzo se 1972) es una modelo y actriz jamaicana. Ha aparecido en las portadas de la Elle española, francesa e italiana y en Vogue Paris. Robertson ha desfilado en numerosos eventos de moda, incluyendo Jean Paul Gaultier, Yves Saint Laurent, Carolina Herrera, Ralph Lauren, y en el Victoria's Secret Fashion Show 1997.